# Эволюция рыб
Эволю́ция рыб прослеживается по ископаемым остаткам с раннего силура (около 435 млн лет назад). Рыбы стали первыми существами, у которых появились челюсти. Они являются предками всех четвероногих животных.

## Краткий обзор
Предками рыб, вероятно, были животные, схожие по строению с ланцетниками — такие, как пикайя, Haikouichthys и Myllokunmingia. Эти три рода появились около 530 млн лет назад во время кембрийского взрыва, когда резко возросло разнообразие животных. У пикайи была примитивная хорда, которая у большинства последующих позвоночных видоизменилась в позвоночник.
Древнейшие точно идентифицированные остатки челюстноротых относятся к раннему силуру. Есть и ряд сомнительных находок ордовикского возраста. Древнейшая известная панцирная рыба (плакодерма) — Shimenolepis из раннего силура (около 435 млн лет назад). Плакодермы были хорошо защищены и резко увеличились в размере в сравнении со своими предками. Так, дунклеостей, достигавший в длину до десяти метров, был самым крупным живым существом девонского периода.
В девоне челюстные рыбы получили широкое распространение. Этот период окрестили «эпохой рыб». После девонского вымирания исчезли панцирные рыбы и бесчелюстные рыбообразные, за исключением миксинообразных и миногообразных. Также в конце девона появились первые лабиринтодонты — переходная форма между рыбами и амфибиями.

## Бесчелюстные
Бесчелюстные были первыми рыбообразными существами. Их иногда рассматривают как надкласс в подтипе черепных типа хордовых. Бесчелюстные известны со среднего ордовика и к концу силура достигли пика своего развития. Численность бесчелюстных пошла на спад в конце девона, и в конечном итоге большинство из них вымерло.

### Конодонты
Внешне конодонты напоминали бесчелюстных угрей. Они появились приблизительно 495 млн лет назад и вымерли 200 млн лет назад. Длина тела конодонтов составляла до 40 см.

### Остракодермы
Остракодермы получили своё название из-за хорошо развитого экзоскелета (панцирь из крупных костных пластин или мелких чешуй).
По внешнему виду остракодермы были более или менее рыбообразными животными, хотя часто и без парных плавников. Их длина составляла от 2 см до 1,5 м, а возможно, и до 2 м. Жили в прибрежных зонах морей и в пресных водоёмах. Известны от верхнего кембрия до верхнего девона. По всей видимости являются предками челюстноротых.
Иногда рассматриваются как класс, но в большинстве современных систем не имеют таксономического ранга.

## Челюстноротые
Первые челюстноротые появились в силурийском периоде. Это были плакодермы, большие хищные рыбы, защищённые костным панцирем. Предполагается, что эти челюсти развились из жаберных дуг бесчелюстных позвоночных.

### Эволюция челюстноротых
|  | †Поролепообразные |
|  |                   |
|  | Двоякодышащие     |
|  |                   |

|  | †Rhizodontidae                                                      |
|  |                                                                     |
|  | \| \| †Tristichopteridae \| \| \| \| \| \| Четвероногие \| \| \| \| |
|  |                                                                     |
|  | †Tristichopteridae                                                  |
|  |                                                                     |
|  | Четвероногие                                                        |
|  |                                                                     |

|  | †Tristichopteridae |
|  |                    |
|  | Четвероногие       |
|  |                    |

|  | †Поролепообразные |
|  |                   |
|  | Двоякодышащие     |
|  |                   |

|  | †Rhizodontidae                                                      |
|  |                                                                     |
|  | \| \| †Tristichopteridae \| \| \| \| \| \| Четвероногие \| \| \| \| |
|  |                                                                     |
|  | †Tristichopteridae                                                  |
|  |                                                                     |
|  | Четвероногие                                                        |
|  |                                                                     |

|  | †Tristichopteridae |
|  |                    |
|  | Четвероногие       |
|  |                    |

|  | †Поролепообразные |
|  |                   |
|  | Двоякодышащие     |
|  |                   |

|  | †Rhizodontidae                                                      |
|  |                                                                     |
|  | \| \| †Tristichopteridae \| \| \| \| \| \| Четвероногие \| \| \| \| |
|  |                                                                     |
|  | †Tristichopteridae                                                  |
|  |                                                                     |
|  | Четвероногие                                                        |
|  |                                                                     |

|  | †Tristichopteridae |
|  |                    |
|  | Четвероногие       |
|  |                    |

|  | †Поролепообразные |
|  |                   |
|  | Двоякодышащие     |
|  |                   |

|  | †Rhizodontidae                                                      |
|  |                                                                     |
|  | \| \| †Tristichopteridae \| \| \| \| \| \| Четвероногие \| \| \| \| |
|  |                                                                     |
|  | †Tristichopteridae                                                  |
|  |                                                                     |
|  | Четвероногие                                                        |
|  |                                                                     |

|  | †Tristichopteridae |
|  |                    |
|  | Четвероногие       |
|  |                    |

|  | †Поролепообразные |
|  |                   |
|  | Двоякодышащие     |
|  |                   |

|  | †Rhizodontidae                                                      |
|  |                                                                     |
|  | \| \| †Tristichopteridae \| \| \| \| \| \| Четвероногие \| \| \| \| |
|  |                                                                     |
|  | †Tristichopteridae                                                  |
|  |                                                                     |
|  | Четвероногие                                                        |
|  |                                                                     |

|  | †Tristichopteridae |
|  |                    |
|  | Четвероногие       |
|  |                    |

|  | †Поролепообразные |
|  |                   |
|  | Двоякодышащие     |
|  |                   |

|  | †Rhizodontidae                                                      |
|  |                                                                     |
|  | \| \| †Tristichopteridae \| \| \| \| \| \| Четвероногие \| \| \| \| |
|  |                                                                     |
|  | †Tristichopteridae                                                  |
|  |                                                                     |
|  | Четвероногие                                                        |
|  |                                                                     |

|  | †Tristichopteridae |
|  |                    |
|  | Четвероногие       |
|  |                    |

|  | †Поролепообразные |
|  |                   |
|  | Двоякодышащие     |
|  |                   |

|  | †Rhizodontidae                                                      |
|  |                                                                     |
|  | \| \| †Tristichopteridae \| \| \| \| \| \| Четвероногие \| \| \| \| |
|  |                                                                     |
|  | †Tristichopteridae                                                  |
|  |                                                                     |
|  | Четвероногие                                                        |
|  |                                                                     |

|  | †Tristichopteridae |
|  |                    |
|  | Четвероногие       |
|  |                    |

|  | †Поролепообразные |
|  |                   |
|  | Двоякодышащие     |
|  |                   |

|  | †Rhizodontidae                                                      |
|  |                                                                     |
|  | \| \| †Tristichopteridae \| \| \| \| \| \| Четвероногие \| \| \| \| |
|  |                                                                     |
|  | †Tristichopteridae                                                  |
|  |                                                                     |
|  | Четвероногие                                                        |
|  |                                                                     |

|  | †Tristichopteridae |
|  |                    |
|  | Четвероногие       |
|  |                    |

|  | †Поролепообразные |
|  |                   |
|  | Двоякодышащие     |
|  |                   |

|  | †Rhizodontidae                                                      |
|  |                                                                     |
|  | \| \| †Tristichopteridae \| \| \| \| \| \| Четвероногие \| \| \| \| |
|  |                                                                     |
|  | †Tristichopteridae                                                  |
|  |                                                                     |
|  | Четвероногие                                                        |
|  |                                                                     |

|  | †Tristichopteridae |
|  |                    |
|  | Четвероногие       |
|  |                    |

|  | †Поролепообразные |
|  |                   |
|  | Двоякодышащие     |
|  |                   |

|  | †Rhizodontidae                                                      |
|  |                                                                     |
|  | \| \| †Tristichopteridae \| \| \| \| \| \| Четвероногие \| \| \| \| |
|  |                                                                     |
|  | †Tristichopteridae                                                  |
|  |                                                                     |
|  | Четвероногие                                                        |
|  |                                                                     |

|  | †Tristichopteridae |
|  |                    |
|  | Четвероногие       |
|  |                    |

|  | †Поролепообразные |
|  |                   |
|  | Двоякодышащие     |
|  |                   |

|  | †Rhizodontidae                                                      |
|  |                                                                     |
|  | \| \| †Tristichopteridae \| \| \| \| \| \| Четвероногие \| \| \| \| |
|  |                                                                     |
|  | †Tristichopteridae                                                  |
|  |                                                                     |
|  | Четвероногие                                                        |
|  |                                                                     |

|  | †Tristichopteridae |
|  |                    |
|  | Четвероногие       |
|  |                    |

|  | †Поролепообразные |
|  |                   |
|  | Двоякодышащие     |
|  |                   |

|  | †Rhizodontidae                                                      |
|  |                                                                     |
|  | \| \| †Tristichopteridae \| \| \| \| \| \| Четвероногие \| \| \| \| |
|  |                                                                     |
|  | †Tristichopteridae                                                  |
|  |                                                                     |
|  | Четвероногие                                                        |
|  |                                                                     |

|  | †Tristichopteridae |
|  |                    |
|  | Четвероногие       |
|  |                    |

|  | †Поролепообразные |
|  |                   |
|  | Двоякодышащие     |
|  |                   |

|  | †Rhizodontidae                                                      |
|  |                                                                     |
|  | \| \| †Tristichopteridae \| \| \| \| \| \| Четвероногие \| \| \| \| |
|  |                                                                     |
|  | †Tristichopteridae                                                  |
|  |                                                                     |
|  | Четвероногие                                                        |
|  |                                                                     |

|  | †Tristichopteridae |
|  |                    |
|  | Четвероногие       |
|  |                    |

|  | †Поролепообразные |
|  |                   |
|  | Двоякодышащие     |
|  |                   |

|  | †Rhizodontidae                                                      |
|  |                                                                     |
|  | \| \| †Tristichopteridae \| \| \| \| \| \| Четвероногие \| \| \| \| |
|  |                                                                     |
|  | †Tristichopteridae                                                  |
|  |                                                                     |
|  | Четвероногие                                                        |
|  |                                                                     |

|  | †Tristichopteridae |
|  |                    |
|  | Четвероногие       |
|  |                    |

|  | †Поролепообразные |
|  |                   |
|  | Двоякодышащие     |
|  |                   |

|  | †Rhizodontidae                                                      |
|  |                                                                     |
|  | \| \| †Tristichopteridae \| \| \| \| \| \| Четвероногие \| \| \| \| |
|  |                                                                     |
|  | †Tristichopteridae                                                  |
|  |                                                                     |
|  | Четвероногие                                                        |
|  |                                                                     |

|  | †Tristichopteridae |
|  |                    |
|  | Четвероногие       |
|  |                    |

|  | †Поролепообразные |
|  |                   |
|  | Двоякодышащие     |
|  |                   |

|  | †Rhizodontidae                                                      |
|  |                                                                     |
|  | \| \| †Tristichopteridae \| \| \| \| \| \| Четвероногие \| \| \| \| |
|  |                                                                     |
|  | †Tristichopteridae                                                  |
|  |                                                                     |
|  | Четвероногие                                                        |
|  |                                                                     |

|  | †Tristichopteridae |
|  |                    |
|  | Четвероногие       |
|  |                    |

|  | †Поролепообразные |
|  |                   |
|  | Двоякодышащие     |
|  |                   |

|  | †Rhizodontidae                                                      |
|  |                                                                     |
|  | \| \| †Tristichopteridae \| \| \| \| \| \| Четвероногие \| \| \| \| |
|  |                                                                     |
|  | †Tristichopteridae                                                  |
|  |                                                                     |
|  | Четвероногие                                                        |
|  |                                                                     |

|  | †Tristichopteridae |
|  |                    |
|  | Четвероногие       |
|  |                    |

|  | †Поролепообразные |
|  |                   |
|  | Двоякодышащие     |
|  |                   |

|  | †Rhizodontidae                                                      |
|  |                                                                     |
|  | \| \| †Tristichopteridae \| \| \| \| \| \| Четвероногие \| \| \| \| |
|  |                                                                     |
|  | †Tristichopteridae                                                  |
|  |                                                                     |
|  | Четвероногие                                                        |
|  |                                                                     |

|  | †Tristichopteridae |
|  |                    |
|  | Четвероногие       |
|  |                    |

|  | †Поролепообразные |
|  |                   |
|  | Двоякодышащие     |
|  |                   |

|  | †Rhizodontidae                                                      |
|  |                                                                     |
|  | \| \| †Tristichopteridae \| \| \| \| \| \| Четвероногие \| \| \| \| |
|  |                                                                     |
|  | †Tristichopteridae                                                  |
|  |                                                                     |
|  | Четвероногие                                                        |
|  |                                                                     |

|  | †Tristichopteridae |
|  |                    |
|  | Четвероногие       |
|  |                    |

|  | †Поролепообразные |
|  |                   |
|  | Двоякодышащие     |
|  |                   |

|  | †Rhizodontidae                                                      |
|  |                                                                     |
|  | \| \| †Tristichopteridae \| \| \| \| \| \| Четвероногие \| \| \| \| |
|  |                                                                     |
|  | †Tristichopteridae                                                  |
|  |                                                                     |
|  | Четвероногие                                                        |
|  |                                                                     |

|  | †Tristichopteridae |
|  |                    |
|  | Четвероногие       |
|  |                    |

|  | †Поролепообразные |
|  |                   |
|  | Двоякодышащие     |
|  |                   |

|  | †Rhizodontidae                                                      |
|  |                                                                     |
|  | \| \| †Tristichopteridae \| \| \| \| \| \| Четвероногие \| \| \| \| |
|  |                                                                     |
|  | †Tristichopteridae                                                  |
|  |                                                                     |
|  | Четвероногие                                                        |
|  |                                                                     |

|  | †Tristichopteridae |
|  |                    |
|  | Четвероногие       |
|  |                    |

|  | †Поролепообразные |
|  |                   |
|  | Двоякодышащие     |
|  |                   |

|  | †Rhizodontidae                                                      |
|  |                                                                     |
|  | \| \| †Tristichopteridae \| \| \| \| \| \| Четвероногие \| \| \| \| |
|  |                                                                     |
|  | †Tristichopteridae                                                  |
|  |                                                                     |
|  | Четвероногие                                                        |
|  |                                                                     |

|  | †Tristichopteridae |
|  |                    |
|  | Четвероногие       |
|  |                    |

|  | †Поролепообразные |
|  |                   |
|  | Двоякодышащие     |
|  |                   |

|  | †Rhizodontidae                                                      |
|  |                                                                     |
|  | \| \| †Tristichopteridae \| \| \| \| \| \| Четвероногие \| \| \| \| |
|  |                                                                     |
|  | †Tristichopteridae                                                  |
|  |                                                                     |
|  | Четвероногие                                                        |
|  |                                                                     |

|  | †Tristichopteridae |
|  |                    |
|  | Четвероногие       |
|  |                    |

|  | †Поролепообразные |
|  |                   |
|  | Двоякодышащие     |
|  |                   |

|  | †Rhizodontidae                                                      |
|  |                                                                     |
|  | \| \| †Tristichopteridae \| \| \| \| \| \| Четвероногие \| \| \| \| |
|  |                                                                     |
|  | †Tristichopteridae                                                  |
|  |                                                                     |
|  | Четвероногие                                                        |
|  |                                                                     |

|  | †Tristichopteridae |
|  |                    |
|  | Четвероногие       |
|  |                    |

|  | †Поролепообразные |
|  |                   |
|  | Двоякодышащие     |
|  |                   |

|  | †Rhizodontidae                                                      |
|  |                                                                     |
|  | \| \| †Tristichopteridae \| \| \| \| \| \| Четвероногие \| \| \| \| |
|  |                                                                     |
|  | †Tristichopteridae                                                  |
|  |                                                                     |
|  | Четвероногие                                                        |
|  |                                                                     |

|  | †Tristichopteridae |
|  |                    |
|  | Четвероногие       |
|  |                    |

|  | †Поролепообразные |
|  |                   |
|  | Двоякодышащие     |
|  |                   |

|  | †Rhizodontidae                                                      |
|  |                                                                     |
|  | \| \| †Tristichopteridae \| \| \| \| \| \| Четвероногие \| \| \| \| |
|  |                                                                     |
|  | †Tristichopteridae                                                  |
|  |                                                                     |
|  | Четвероногие                                                        |
|  |                                                                     |

|  | †Tristichopteridae |
|  |                    |
|  | Четвероногие       |
|  |                    |

|  | †Поролепообразные |
|  |                   |
|  | Двоякодышащие     |
|  |                   |

|  | †Rhizodontidae                                                      |
|  |                                                                     |
|  | \| \| †Tristichopteridae \| \| \| \| \| \| Четвероногие \| \| \| \| |
|  |                                                                     |
|  | †Tristichopteridae                                                  |
|  |                                                                     |
|  | Четвероногие                                                        |
|  |                                                                     |

|  | †Tristichopteridae |
|  |                    |
|  | Четвероногие       |
|  |                    |

|  | †Поролепообразные |
|  |                   |
|  | Двоякодышащие     |
|  |                   |

|  | †Rhizodontidae                                                      |
|  |                                                                     |
|  | \| \| †Tristichopteridae \| \| \| \| \| \| Четвероногие \| \| \| \| |
|  |                                                                     |
|  | †Tristichopteridae                                                  |
|  |                                                                     |
|  | Четвероногие                                                        |
|  |                                                                     |

|  | †Tristichopteridae |
|  |                    |
|  | Четвероногие       |
|  |                    |

|  | †Поролепообразные |
|  |                   |
|  | Двоякодышащие     |
|  |                   |

|  | †Rhizodontidae                                                      |
|  |                                                                     |
|  | \| \| †Tristichopteridae \| \| \| \| \| \| Четвероногие \| \| \| \| |
|  |                                                                     |
|  | †Tristichopteridae                                                  |
|  |                                                                     |
|  | Четвероногие                                                        |
|  |                                                                     |

|  | †Tristichopteridae |
|  |                    |
|  | Четвероногие       |
|  |                    |

|  | †Поролепообразные |
|  |                   |
|  | Двоякодышащие     |
|  |                   |

|  | †Rhizodontidae                                                      |
|  |                                                                     |
|  | \| \| †Tristichopteridae \| \| \| \| \| \| Четвероногие \| \| \| \| |
|  |                                                                     |
|  | †Tristichopteridae                                                  |
|  |                                                                     |
|  | Четвероногие                                                        |
|  |                                                                     |

|  | †Tristichopteridae |
|  |                    |
|  | Четвероногие       |
|  |                    |

|  | †Поролепообразные |
|  |                   |
|  | Двоякодышащие     |
|  |                   |

|  | †Rhizodontidae                                                      |
|  |                                                                     |
|  | \| \| †Tristichopteridae \| \| \| \| \| \| Четвероногие \| \| \| \| |
|  |                                                                     |
|  | †Tristichopteridae                                                  |
|  |                                                                     |
|  | Четвероногие                                                        |
|  |                                                                     |

|  | †Tristichopteridae |
|  |                    |
|  | Четвероногие       |
|  |                    |

|  | †Поролепообразные |
|  |                   |
|  | Двоякодышащие     |
|  |                   |

|  | †Rhizodontidae                                                      |
|  |                                                                     |
|  | \| \| †Tristichopteridae \| \| \| \| \| \| Четвероногие \| \| \| \| |
|  |                                                                     |
|  | †Tristichopteridae                                                  |
|  |                                                                     |
|  | Четвероногие                                                        |
|  |                                                                     |

|  | †Tristichopteridae |
|  |                    |
|  | Четвероногие       |
|  |                    |

#### Плакодермы
Плакодермы — первые челюстноротые существа.
При этом строение челюстей у плакодерм сильно отличается от строения челюстей у современных рыб. Так, у современных рыб эндохондральный нёбноквадратный элемент верхней челюсти расположен медиальнее основных мышц, смыкающих челюсти; у примитивных плакодерм он тесно связан со щекой, находясь латеральнее пространства, занимаемого челюстной мускулатурой. У большинства плакодерм вместо зубов к краям челюстей прикреплены крупные костные пластины, причём ни у одного из видов неизвестно регулярной смены зубов, обычной для других рыб. Эти особенности позволяют предполагать, что плакодермы произошли от линии примитивных челюстноротых позвоночных, отличных от форм, которые дали начало современным хрящевым и костным рыбам.
Все роды плакодерм обладали грудными и брюшными плавниками, но ни у одного не известен анальный. Хвост преимущественно гетероцеркальный (одна его лопасть больше другой).

#### Акантоды
Древнейший из известных акантод был морским животным, но на протяжении девона пресноводных  становилось всё больше. У них замечены две особенности, не обнаруженные у более ранних видов позвоночных: у них была челюсть, и они имели достаточно крепкий позвоночник, что помогало им в плавании, так как их спинной плавник был закреплён лучше, нежели у акул.
Акантоды делятся на три отряда: климатиеобразные, ишнакантообразные и акантодообразные. Климатиеобразные имели много маленьких защитных костей на позвоночнике, у ишнакантообразных на челюсти имелись зубы, в то время как акантодообразные зубов не имели, но зато у них были длинные жаберные гребни.

#### Хрящевые рыбы
К хрящевым рыбам относятся акулы, скаты и химеры. Эволюционные линии хрящевых и костных рыб, судя по древнейшим находкам последних, должны были разделиться не позже 423 млн лет назад (поздний силур). Древнейшие (по состоянию на 2015 год) точно идентифицированные находки хрящевых рыб датируются ранним девоном (около 400 млн лет назад), а древнейшие подозреваемые — ранним силуром (около 443 млн лет назад).
У хрящевых рыб, в отличие от костных, нет плавательного пузыря. В связи с этим, чтобы не опуститься на дно, хрящевые рыбы должны постоянно находиться в движении. И у хрящевых, в отличие от костных рыб, жабры открываются наружу жаберными щелями; жаберных крышек нет.

#### Костные рыбы
Костные рыбы делятся на лопастепёрых и лучепёрых. Древнейшие известные остатки костных рыб принадлежат лопастепёрым и датируются поздним силуром — около 422—423 млн лет назад. Древнейшая лопастепёрая рыба (и челюстноротое вообще), известная по находке хорошей сохранности, — Guiyu, жившая около 419 млн лет назад (конец силура). Древнейшие точно идентифицированные лучепёрые примерно на 30 млн лет младше лопастепёрых и относятся примерно к границе раннего и среднего девона. В палеонтологической летописи костные рыбы представлены значительно лучше хрящевых.
Костные и хрящевые рыбы могли произойти от плакодерм или акантод. После девонского вымирания, когда вымерли и плакодермы, и акантоды, костные и хрящевые рыбы, не имея конкурентов, стали господствовать в морях.

##### Лопастепёрые рыбы
Лопастепёрые рыбы (в отличие от лучепёрых) перешли к обитанию во внутренних водоёмах. У них есть лёгкие, образовавшиеся как вырост пищевода; ведущий анализатор — обоняние, и по сравнению с другими рыбами изменяется головной мозг. Лопастепёрые рыбы делятся на кистепёрых и двоякодышащих.

##### Лучепёрые рыбы
Наиболее древняя возможная находка лучепёрых рыб имеет возраст около 425 млн лет (конец силурийского периода) — хищная рыба Andreolepis hedei. Остатки этого вида были найдены в России, Швеции и Эстонии.
В пермском и триасовом периодах были широко распространены лучепёрые рыбы, обладающие ганоидной чешуей. На смену им около 200 млн лет назад появились костистые рыбы, которые в настоящий момент являются наиболее разнообразной и многочисленной группой рыб.
В отличие от лопастепёрых, другого класса костных рыб, лучепёрые, как правило, обладают костным позвоночником, и только у немногих сохраняется хорда или её остатки.

## Эволюция

### Кембрий, ордовик и силур. Появление рыб
| Кембрий | Начало кембрийского периода (541—485 млн лет назад), как и фанерозоя, отмечено «кембрийским взрывом», после которого резко увеличилось количество представителей животного царства.                                     | Начало кембрийского периода (541—485 млн лет назад), как и фанерозоя, отмечено «кембрийским взрывом», после которого резко увеличилось количество представителей животного царства.                      | Начало кембрийского периода (541—485 млн лет назад), как и фанерозоя, отмечено «кембрийским взрывом», после которого резко увеличилось количество представителей животного царства. |
| Кембрий | | Пикайя | Пикайя, наряду с Myllokunmingia и Haikouichthys ercaicunensis является кандидатом на звание «первого хордового». Пикайя появилась около 530 млн лет назад, после кембрийского взрыва. Она является переходным звеном от беспозвоночных к позвоночным. Длина пикайи была не больше 5 см. Вероятно, животное могло активно плавать, волнообразно изгибая тело, в первую очередь — его уплощенную заднюю часть. Скорее всего, пикайя была фильтратором и процеживала воду со взвешенными частицами через отверстия в глотке. |
| Кембрий | | Haikouichthys | Haikouichthys — ещё одна переходная форма от беспозвоночных к позвоночным. В отличие от пикайи имел глаза. По-видимому, хайкоуихтисы жили крупными стаями из нескольких сотен особей, что помогало им спасаться от хищников. Судя по небольшим размерам и своеобразной форме тела, плавали хайкоуихтисы плохо. В основном они держались у морского дна, где собирали мелкие частицы пищи. На некоторых хорошо сохранившихся окаменелостях хайкоуихтиса сохранились даже отпечатки внутренних органов и желез, вырабатывавших кожную слизь. |
| Кембрий | | Myllokunmingia | Myllokunmingia появилась 530 млн лет назад. Длина тела составляла около 28 см. Это одно из древнейших хордовых. |
| Кембрий | | Конодонты | Конодонты — вымершие представители типа хордовых, внешним обликом похожи на современных угрей, отнесены к отдельному классу конодонтов (Conodonta). По одиннадцати известным полным окаменелым отпечаткам конодонтоносителей можно сделать вывод, что они по внешнему виду напоминали угрей. Их ротовой аппарат состоял из 15 или, реже, 19 элементов и радикально отличался от челюстей современных животных. Форма элементов — зубовидная, гребенчатая, листообразная; состав — фосфат кальция. Среди конодонтоносителей были как совсем крошечные (длиной около 1 см), так и гигантские (например, Promissum, длина которого достигала 40 см). В настоящее время палеонтологи сходятся во мнении, что для конодонтоносителей характерно наличие больших глаз, плавников с плавниковыми лучами, хорды и мощной поперечно расположенной мускулатуры. |
| Кембрий | | Остракодермы | Остракодермы (пластинокожие) имели панцирь из костных пластин или чешуйчатый покров (переднюю часть тела чаще всего защищал панцирь). Толщина его пластин у некоторых из них достигает 3 см. Глаза были у большинства остракодерм. В головном щите многих из них есть отверстие и для теменного глаза, расположенное примерно между парными глазницами. Оно, хотя и никогда не превышало их по размеру, часто было довольно крупным. У арандаспид такое отверстие было парным, но по другим интерпретациям оно у них не имело отношения к теменному глазу. |
| Ордовик | Ордовикский период (485—443 млн лет назад) — рыбы продолжают развиваться. У них пока отсутствуют челюсти и им приходится конкурировать с пока ещё более сильными противниками, такими как ракоскорпионы.                | Ордовикский период (485—443 млн лет назад) — рыбы продолжают развиваться. У них пока отсутствуют челюсти и им приходится конкурировать с пока ещё более сильными противниками, такими как ракоскорпионы. | Ордовикский период (485—443 млн лет назад) — рыбы продолжают развиваться. У них пока отсутствуют челюсти и им приходится конкурировать с пока ещё более сильными противниками, такими как ракоскорпионы. |
| Ордовик | | Heterostraci | Heterostraci — древний класс бесчелюстных, обитавший в морях. Появился в раннем ордовике, но не пережил девонское вымирание. |
| Ордовик | | Astraspis | Astraspis — древний род примитивных бесчелюстных. Но рыбы прогрессируют, у окаменелостей обнаружена боковая линия. |
| Ордовик | | Pteraspidomorphi | Pteraspidomorphi — древний класс ранних бесчелюстных. Окаменелости доказывают наличие панциря на голове. Хвост напоминает хвост ланцетника, что увеличивало маневренность рыбы с её тяжелым костяным панцирем. Большинство жило в морях, но некоторые жили и в пресной воде. |
| Ордовик | | Телодонты | В отличие от других представителей позвоночных своего времени, телодонты не имели костного панциря. Существуют предположения, что именно они стали переходным звеном от бесчелюстных к челюстноротым. Они жили как в пресных водоемах, так и в морях, начиная с раннего ордовика и заканчивая поздним девоном. |
| Ордовик | Ордовик закончился ордовико-силурийским вымиранием (450—440 млн лет назад). В итоге вымерло около 27 % всех семейств, 57 % всех родов и 60-70 % всех видов. Это было второе из пяти массовых вымираний в истории Земли. | | |
| Силур   | Силурийский период (443—419 млн лет назад) — появление челюстноротых, акантод и плакодерм. | Силурийский период (443—419 млн лет назад) — появление челюстноротых, акантод и плакодерм. | Силурийский период (443—419 млн лет назад) — появление челюстноротых, акантод и плакодерм. |
| Силур   | | Анаспиды | Анаспиды имели веретенообразное и сплюснутое с боков тело, из-за чего напоминали рыб сильнее всех остальных остракодерм. У разных видов форма тела отличалась мало. В длину они достигали 15 см (Lasanius, возможно, 20 см). Среди анаспид встречаются и животные (Jamoytius), достигавшие 25 см. |
| Силур   | | Акантоды | Акантоды существовали с позднего силура (430 млн лет назад) до ранней перми (250 млн лет назад), главным образом в пресных водоёмах. Питание — предположительно, планктоном. Древнейшие из известных акантод были морскими животными, но на протяжении девона пресноводных становилось всё больше. У них замечены две особенности, не обнаруженные у более ранних видов позвоночных: наличие челюстей и достаточно крепкого позвоночника, что помогало им в плаваньи, так как спинной плавник был закреплён лучше, нежели у акул. |
| Силур   | | Плакодермы | Плакодермы или Панцирные рыбы — класс челюстноротых (Gnathostomata), живших в палеозое, начиная с раннего силура. Расцвет панцирных рыб пришёлся на девон, однако в его конце класс этих рыб полностью вымер. Ранние панцирные рыбы жили исключительно в пресной воде, но позже они переселились и в моря. Характерным признаком панцирных рыб была защищённость головы и туловища костяным панцирем. Самым крупным из представителей был дунклеостей из отряда Arthrodira, достигавший 10 метров в длину. |
| Силур   | | Guiyu | Guiyu — самый ранний известный по находкам хорошей сохранности представитель костных рыб. Жил в конце силурийского периода (около 419 млн лет назад) на территории современного Китая. Длина от кончика головы до кончика хвоста составляла около 33 см. Рыба объединяет в себе черты как лучепёрых, так и лопастепёрых рыб. Однако её отнесли ко второму классу. |
| Силур   | — | Andreolepis hedei | Древний род Andreolepis включает самых ранних известных возможных лучепёрых рыб, включая Andreolepis hedei, который появился в позднем силуре, около 420 млн лет назад. |

### Девон. Эпоха рыб
Девон часто называют «эпохой рыб». Ранний девон – это период расцвета бесчелюстных, которые обитали на дне водоемов. Появление челюстей стало важным моментом в эволюции рыб – это позволило им исследовать новые места обитания и привело к появлению новых видов и форм жизни. К ним относятся челюстноротые и круглоротые виды рыб, которые в этот период заселяют практически все морские и пресноводные бассейны и достигают большого разнообразия. 
Помимо рыб, в девоне появляются первые аммониты — головоногие моллюски со спирально закрученными раковинами, расцвет которых придется на мезозой. Донные хищники ракоскорпионы — эвриптероидеи достигают 1,5—2 метров в длину. Трилобиты начинают вымирать, возможно, из-за увеличившегося числа хищников.
В конце периода происходит массовое вымирание животных, вызванное резким похолоданием. После вымирания исчезли все панцирные и почти все бесчелюстные рыбы.
| Девонский период (419—359 млн лет назад): Появление четвероногих, произошедших от рыб. Рыбы доминируют как в пресных водах, так и в морях. Из-за этого девон часто называют «эпохой рыб». |                         |                  | | |
| |                         |                  | | |
| Д e в o н | Ранний девон            |                  | | |
| Д e в o н | Ранний девон            |                  | Psarolepis | Psarolepis — древний вымерший род костных рыб. Является общим предком кистепёрых и лучепёрых рыб. Жил в конце силура — начале девона. Ископаемые обнаружены в южном Китае в 1998 году. |
| Д e в o н | Ранний девон            |                  | Holoptychius | Holoptychius — древний род костных рыб. Жил в девоне — начале карбона. |
| Д e в o н | Ранний девон            |                  | Ptyctodontida | Ptyctodontida — древние плакодермы с тонким панцирем, схожие по строению и внешнему виду с химерой. Жили на протяжении всего девона. |
| Д e в o н | Ранний девон            |                  | Petalichthyida | Petalichthyida — одни из самых распространенных рыб раннего девона. Были найдены по всему миру. Предположительно, охотились на мелкую рыбу из засады. |
| Д e в o н | Ранний девон            |                  | Laccognathus | Laccognathus — род вымерших лопастепёрых рыб семейства Holoptychiidae. Были распространены в Европе и Северной Америке в девонском периоде (375 миллионов лет назад). Размеры тела достигали 2 метров. У рыб была большая плоская голова с мощным ртом и маленькими глазами. Предположительный образ жизни: придонные хищники, подстерегавшие жертву в засаде. |
| Д e в o н | Средний девон           |                  | | |
| Д e в o н |                         | Диптерусы        | Диптерусы — вымерший род двоякодышащих рыб. Жили в среднем и позднем девонском периоде. Напоминали примитивных кистепёрых рыб. Длина тела 7—30 см. Тело веретенообразное, голова уплощённая. Тело было покрыто космоидной чешуёй, голова — сплошным роговым щитом. Зубные пластинки верхней и нижней челюсти птеригоидные (крыловидные) с веерообразно расходящимися 10—12 бугорчатыми гребнями. Хвостовой плавник гетероцеркный, спинных плавников 2, анальный — отдельно.         | |
| Д e в o н |                         | Cladoselache     | Cladoselache — род вымерших хрящевых рыб семейства кладоселяховых отряда кладоселяхообразных. Примитивные акулы, до 1,8 метра в длину, обитали в океанах Северной Америки. Имели глубоко раздвоенный хвост. | |
| Д e в o н |                         | Coccosteus       | Coccosteus — вымерший род плакодерм. Больше всего ископаемых было найдено вблизи пресных водоемов, хотя, возможно, они могли плавать и в соленой воде. | |
| Д e в o н | Bothriolepis canadensis | Bothriolepis     | Bothriolepis — один из самых распространенных плакодерм девона. Появился в начале среднего девона, но не пережил девонское вымирание. | |
| Д e в o н |                         | Pituriaspida     | Pituriaspida — маленькая и плохо изученная группа вымерших панцирных бесчелюстных позвоночных (остракодерм), условно включаемая в состав непарноноздрёвых. Известно два вида: Pituriaspis doylei и Neeyambaspis enigmatica. | |
| Д e в o н |                         |                  | | |
| Д e в o н | Поздний девон           |                  | | |
| Д e в o н |                         | Дунклеостей      | Дунклеостей — род вымерших панцирных рыб отряда артродир класса плакодерм, живших в девонском периоде 415—360 млн лет назад. Его представители достигали 8—10 метров в длину и были крупнейшими морскими хищниками своего времени. Ископаемые остатки обнаруживаются в Марокко, Бельгии, Польше и Северной Америке. | |
| Д e в o н |                         | Titanichthys     | Titanichthys — род гигантских плакодерм, похожих на дунклеостея. Однако в отличие от него, Titanichthys питался мелкими рыбами. | |
| Д e в o н |                         | Materpiscis      | Materpiscis — панцирная рыба длиной около 25 см, ископаемые остатки которой возрастом 375 миллионов лет были обнаружены в формации Гоугоу (Западная Австралия). Особенностью найденной окаменелости является наличие внутри рыбы развитого эмбриона и хорошо сохранившейся пуповины, что делает эту рыбу самым древним известным представителем живородящих и относит период появления процесса живорождения и копуляции на 200 миллионов лет ранее, чем считалось до этой находки. | |
| Д e в o н |                         | Rhizodontiformes | Rhizodontiformes — отряд древних костных рыб, живший 377—310 млн лет назад[уточнить]. Они достигали 7 метров в длину, что делало их самыми крупными пресноводными рыбами всех времен. | |

### От рыб к четвероногим
В середине девонского периода, около 385 млн лет назад на Земле сформировались условия, благоприятные для массового освоения суши животными. Благоприятными факторами были, в частности, тёплый и влажный климат, наличие достаточной пищевой базы (сформировавшейся обильной фауны наземных беспозвоночных). Кроме того, в тот период в водоёмы вымывалось большое количество органики, в результате окисления которой содержание кислорода в воде снижалось. Это способствовало появлению у рыб приспособлений для дыхания атмосферным воздухом.
| Происхождение земноводных | Происхождение земноводных | Происхождение земноводных | Происхождение земноводных |
| ------------------------- | ------------------------- | --- | ------------------------- |
|                           | Eusthenopteron            | Eusthenopteron — вымерший род лопастепёрых рыб, сыгравших роль в становлении четвероногих. Ранее считалось, что эти рыбы выходили на берег, однако сейчас большинство палеонтологов сходится на том, что они обитали в пелагической зоне. В род входят несколько видов, существовавших в позднем девоне, около 385 млн лет назад. |                           |
|                           | Gogonasus                 | Gogonasus (лат. Gogonasus — «морда» из Гоугоу) — лопастепёрая рыба, обитавшая 380 миллионов лет назад (верхний девон, франский век). Найдена в породах формации Гоугоу (Западная Австралия). Некоторые особенности скелета делают её похожей на тетрапод. Gogonasus имел внутреннее ухо, строение плавников показывает наличие костей-предшественников передних конечностей. Считается, что эта рыба могла вылезать на коралловый риф для ловли добычи. |                           |
|                           | Panderichthys             | Обитал на мелководье. Мог высовывать на короткое время голову из воды. |                           |
|                           | Тиктаалик                 | Тиктаалик (лат. Tiktaalik) — род ископаемых лопастепёрых рыб из позднего девона, имевших много общих черт с четвероногими. Обнаружен в отложениях позднего девона (около 380 млн лет назад) в Канаде. Тиктаалик является переходным звеном между рыбами и наземными позвоночными. В его строении сочетаются черты тех и других. |                           |
|                           | Акантостега               | Акантостега (лат. Acanthostega) — род ископаемых тетрапод, живших в позднем девоне и являющихся промежуточным звеном между лопастепёрыми рыбами и наземными животными. Одни из первых хордовых, развивших конечности. Акантостега достигала длины около 60 см. Конечности не имели запястий, что говорит о крайне низкой приспособленности к передвижению по суше, на каждой из них насчитывалось 8 пальцев. Строение скелета указывает на наличие внутренних жабр. Слабые конечности, которые не смогли бы выдержать вес животного, и короткие рёбра, на которые оно также не могло опираться, говорят о его преимущественно водном образе жизни.                                                                                  |                           |
|                           | Ихтиостега                | Ихтиосте́га (лат. Ichthyostega) — род ранних тетрапод, живший в позднем девоне, около 367—362,5 млн лет назад, и представляющий собой первое промежуточное звено между рыбами и амфибиями. Этот род рассматривается в составе амфибий, однако он не является прямым предком современных видов, предки которых — лепоспондилы (Lepospondyli) — появились в каменноугольном периоде. У ихтиостег были ноги, но они, возможно, не использовались для ходьбы по суше. Ихтиостеги имели хвостовой плавник и некоторые органы чувств, функционирующие только в воде. Тело их было покрыто мелкими чешуйками. По мнению некоторых учёных, ихтиостеги могут считаться переходными формами между кистепёрыми рыбами и наземными позвоночными. |                           |
|                           | Pederpes                  | Pederpes — примитивное четвероногое («земноводное») начала раннекаменноугольной эпохи. Единственное четвероногое этой эпохи, известное по достаточно полному скелету. Pederpes заполняет так называемый «провал Ромера» — промежуток примерно в 20 миллионов лет между поздним девоном (временем существования примитивных водных тетрапод вроде ихтиостеги и акантостеги) и появлением настоящих четвероногих в раннем карбоне. Скелет Pederpes обнаружен в отложениях турнейского времени (около 354—344 млн лет назад) в Шотландии. |                           |

### После девона
| Карбон | | | |
| | Стетакант | Одна из древнейших акул. Обитала в девонском и каменноугольном периоде, 370—345 млн лет назад, на территории Северной Америки, Европы и России. Из-за диковинной формы спинного плавника стетаканта в шутку называют «гладильная доска». Только самцы обладали причудливым спинным плавником, а у самок плавник был обычным, как у современных акул. Назначение этого странного спинного плавника как и коротких шипов на голове и передних плавниках неизвестно. | |
| | Falcatus | Были хищниками. В длину достигали 25-30 сантиметров.. У них были большие глаза. Хвостовой плавник был раздвоен. Основное отличительной особенностью являлся выступающий шип, растущий из спины. Такой шип был только у взрослых самцов. Его функция пока не известна. | |
| | Orodus | Orodus — акула каменноугольного периода, которая прожила до ранней перми 303—295 млн лет назад. Достигали 2 метров в длину. | |
| Пермь | | | |
| | Акантоды | Древнейший из известных акантод был морским животным, но на протяжении девона пресноводных становилось всё больше. У них замечены две особенности, не обнаруженные у более ранних видов позвоночных: у них была челюсть, и они имели достаточно крепкий позвоночник, что помогало им в плаванье, так как их спинной плавник был закреплён лучше, нежели у акул. Акантоды делятся на три отряда: климатиеобразные, ишнакантообразные и акантодообразные. Климатиеобразные имели много маленьких защитных костей на позвоночнике, у ишнакантообразных на челюсти имелись зубы, в то время, как акантодообразные зубов не имели, но зато у них были длинные жаберные гребни. | |
| Пермский период закончился пермско-триассовым вымиранием. Является одной из крупнейших катастроф биосферы в истории Земли, привела к вымиранию 96 % всех морских видов и 70 % наземных видов позвоночных. Катастрофа стала единственным известным массовым вымиранием насекомых, в результате которого вымерло около 57 % родов и 83 % видов всего класса насекомых. Ввиду утраты такого количества и разнообразия биологических видов восстановление биосферы заняло намного более длительный период времени по сравнению с другими катастрофами, приводящими к вымираниям. Модели, по которым протекало вымирание, находятся в процессе обсуждения. Различные научные школы предполагают от одного до трёх толчков вымирания. | | | |
| Триас | Триас (252—201 млн лет назад): Фауне потребовалось достаточно много времени, чтобы оправиться после предыдущей катастрофы. | Триас (252—201 млн лет назад): Фауне потребовалось достаточно много времени, чтобы оправиться после предыдущей катастрофы. | Триас (252—201 млн лет назад): Фауне потребовалось достаточно много времени, чтобы оправиться после предыдущей катастрофы. |
| Триас | | Perleidus | Perleidus — лучепёрая рыба раннего триаса. Обитала в пресноводных водоемах. Была хищником. Обладала большой гибкостью и маневренностью. |
| Триас | | Pachycormiformes | Pachycormiformes — вымершая лучепёрая рыба из среднего триаса. Её отношения с другими представителями триасовой фауны неизвестны. |
| Триас | | Pholidophorus | Pholidophorus — древний вымерший род костных рыб. Предположительно охотился на мелких рыб и планктоноядных ракообразных. |
| Триас | Триас закончился триасово-юрским вымиранием. Целый класс конодонтов, составлявших 20 % от всех морских семейств, все широко распространённые круротарзы (нединозавроподобные архозавры), некоторые из остававшихся терапсид и многие виды из широко распространённой группы земноводных полностью исчезли. По меньшей мере половина известных сейчас видов, живших на Земле в то время, вымерли. Это событие освободило экологические ниши, позволив динозаврам доминировать начиная с юрского периода. Триасовое вымирание произошло менее чем за 10 000 лет и происходило непосредственно перед тем как Пангея начала распадаться на части. Статистический анализ потерь среди морской фауны в это время наводит на мысль, что уменьшение разнообразия было связано, скорее, со спадом в темпе видообразования, чем ростом вымирания. | | |
| Юра | Юрский период (201—145 млн лет назад) | Юрский период (201—145 млн лет назад) | Юрский период (201—145 млн лет назад) |
| Юра | | Leedsichthys | Лидсихтис (лат. Leedsichthys) — род гигантских вымерших костных рыб юрского периода. Относится к семейству пахикормовых отряда пахикормообразных, включающему примитивных новопёрых рыб юрского и мелового периода. Описана на основании находок, сделанных в 1889 году вблизи Питерборо (Англия) собирателем окаменелостей Артуром Лидсом. |
| Юра | | Ichthyodectidae | Ихтиодектиды (лат. Ichthyodectidae) — семейство вымерших мезозойских костных рыб из отряда (или когорты) Ichthyodectiformes. Находятся в основании ствола костистых рыб, сближаются с костноязычными (араванообразными) либо с пахикормидами. Ранее считались родичами тарпонообразных. Крупные и очень крупные (до 6 метров длиной) преимущественно хищные рыбы. Тело веретенообразное, часто удлиненное, высокие спинной и анальный плавники сдвинуты к хвосту, грудные плавники длинные, брюшные также хорошо развиты. Хвостовой плавник равнолопастный, глубоко вырезанный, полулунный. Челюсти массивные, зубы у большинства крупные, клыкообразные. Рот косой, направлен вверх. Передние уроневралии расширены, перекрывают боковые поверхности предхвостовых позвонков. Часть дна носовой капсулы составляет необычной формы решетчато-небная кость. Чешуя крупная, ромбическая или округлая. Преимущественно морские рыбы, некоторые найдены в лагунных и даже пресноводных отложениях. |
| Мел | Меловой период (145-66 млн лет назад) | Меловой период (145-66 млн лет назад) | Меловой период (145-66 млн лет назад) |
| Мел | | Осетровые | Осетровые — довольно большие рыбы (белуга достигает в длину 4 м). Тело вытянутое в длину, почти вальковатое. В ископаемом состоянии осетровые рыбы известны с мелового периода (85,8—70,6 млн лет назад). В зоогеографическом отношении весьма интересны представители подсемейства лопатоносоподобных (Scaphirhynchinae), которые водятся с одной стороны в Средней Азии, с другой в Северной Америке, что заставляет видеть в современных видах этого рода остатки прежде широко распространённой фауны. Сохранились до наших дней. |
| Мел | | Enchodus | Enchodus — древняя костная рыба. Появилась в меловом периоде и дожила до эоцена. |
| Мел | | Xiphactinus | Ксифактин (лат. Xiphactinus audax) — гигантская костная рыба мелового периода. Принадлежит к вымершему мезозойскому отряду Ichthyodectiformes, близкому к основанию ствола костистых рыб. Вид Xiphactinus audax назван Джозефом Лейди в 1870 году на основании фрагмента шипа грудного плавника, обнаруженного в меловых отложениях Канзаса. Следует отметить, что зубы этой рыбы Лейди ранее описал (из мела Нью-Джерси) как зубы морских рептилий. В 1872 году Э. Д. Коуп на основании более полных остатков (включая череп) описал из меловых отложений Канзаса рыбу Portheus molossus. Позже оказалось, что это синоним ксифактина. Название «портеус» до сих пор используется в старой литературе. |
| Мел | | Ptychodus | Ptychodus (лат.) — вымерший род акул семейства Ptychodontidae отряда Hybodontiformes. Жили в меловом периоде, особенно были распространены в верхнем мелу. |
| Мел | Меловой период закончился мел-палеогеновым вымиранием. Всего погибло 16 % семейств морских животных (47 % родов морских животных) и 18 % семейств сухопутных позвоночных. | | |
| Кайнозой | Кайнозой (65 млн лет назад — настоящее время) | Кайнозой (65 млн лет назад — настоящее время) | Кайнозой (65 млн лет назад — настоящее время) |
| Кайнозой | | Amphistium | Amphistium — рыба, жившая около 50 млн лет назад в палеоцене. предположительно, является предком камбалообразных. |
| Кайнозой | | Мегалодон | Мегалодон (греч. μέγας и греч. ὀδούς — «большой зуб») — вымерший вид акул, ископаемые остатки которого находят в отложениях от позднего олигоцена (примерно 28 миллионов лет назад) до плейстоцена (1,5 млн лет назад). |